# Première guerre punique
Vous lisez un « bon article » labellisé en 2012.
Sauf précision contraire, les dates de cet article sont sous-entendues « avant l'ère commune » (AEC), c'est-à-dire « avant Jésus-Christ ».
Guerres puniques
Batailles
- Messine
- Agrigente
- Îles Lipari
- Pointe d'Italie
- Mylae
- Sulci
- Tyndaris
- Cap Ecnome
- Adys
- Tunis
- 1re Panormus
- 2e Panormus
- Lilybée
- Drépane
- Phintias
- Drépane
- Mont Héricté
- 1re Mont Eryx
- 2e Mont Eryx
- Îles Égades

La première guerre punique ou guerre de Sicile est la première des trois guerres qui opposent Rome et Carthage, deux puissances majeures en Méditerranée occidentale. L’adjectif punique, formé d'après le latin Punicus, vient du nom Poeni que les Romains donnent à leurs adversaires, assimilés aux Phéniciens (Phoenīces). Ce conflit, engagé pour le contrôle de la Sicile et qui dure 23 ans de 264 av. J.-C. à 241 av. J.-C., est l'un des plus longs menés par Rome. Son déroulement est connu par les auteurs grecs et latins, principalement Polybe.
La guerre commence par un débarquement des Romains à Messine, qui soumettent ensuite la partie orientale de l’île, et construisent une flotte de guerre. Les premiers succès maritimes des Romains les incitent à débarquer près de Carthage pour forcer sa capitulation, expédition qui finit en désastre pour les Romains en 255 av. J.-C. La guerre s’éternise alors ; les Carthaginois tiennent solidement la côte occidentale de Sicile, tandis que les Romains assiègent leurs positions et alternent succès et défaites en mer. En 241 av. J.-C., une ultime bataille navale aux îles Égates donne l’avantage à Rome, qui impose à Carthage, épuisée, l’abandon de la Sicile et un tribut élevé.
Rome devient une nouvelle puissance navale en Méditerranée, mais, de l’avis des historiens, elle engendre un sentiment revanchard par ses empiétements sur les possessions carthaginoises de Sardaigne et de Corse.

## Historiographie du conflit

### Sources antiques

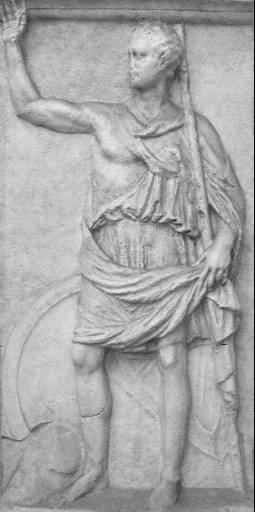
Polybe, source antique la plus détaillée sur la première guerre punique.

Les sources d’informations sur ce conflit sont essentiellement des sources littéraires latines et grecques, puisque aucun texte carthaginois ne nous est parvenu à la suite de la destruction complète de Carthage. Partielles et partiales, elles n’offrent donc que l’éclairage du vainqueur. Les ouvrages de Fabius Pictor, le plus ancien historien romain, sont perdus, mais ils ont servi de source à ses successeurs. Parmi ceux-ci, Polybe, otage grec à Rome et ami des Scipions, est la source la plus importante, qui donne un récit complet de la première guerre punique. Polybe fut le témoin direct de la troisième guerre punique et a vu l’Afrique et Carthage. S’il a connu et probablement utilisé les écrits des grecs Philinos d’Agrigente, Sosylos et Chairéas qui suivaient le point de vue carthaginois, il les traite avec mépris et les réfute. Les autres sources sont postérieures et datent de la fin de la République (Diodore de Sicile, qui s’appuie aussi sur Philinos, le romain Tite-Live, dont il ne subsiste que de brefs résumés pour la période de la première guerre punique), ou de l’Empire (Appien, les fragments de Dion Cassius, les résumés d’Eutrope, etc.).
Un petit nombre de textes épigraphiques concernent le conflit et son contexte : les elogia Scipionum, l’inscription de la colonne de Duilius, les passages des Fasti triumphales se rapportant à la période.

### Études modernes
Par son récit continu de la première guerre punique et les nombreux détails qu’il fournit, Polybe reste la source fondamentale pour des historiens comme Theodor Mommsen.
Toutefois, cette guerre au déroulement plus fastidieux et moins spectaculaire que la seconde qui oppose les grandes figures d’Hannibal et des Scipions, a été peu étudiée de façon spécifique. Par conséquent, l'essentiel des études sur cette guerre s’insère sous la forme d’un paragraphe dans les ouvrages généraux sur l’histoire romaine ou carthaginoise, ou, parfois, d’un chapitre dans des travaux qui embrassent les trois guerres puniques considérées dans leur ensemble. Comme le note Yann Le Bohec, parmi les auteurs récents, seul John Francis Lazenby consacre un ouvrage complet centré sur la première guerre punique.

### Apports de l’archéologie
Une découverte importante a été faite en Sicile au nord de Marsala, l’ancienne base carthaginoise de Lilybée, où deux épaves de navires de guerre puniques ont été découvertes en 1971 et 1974. Ces vestiges de navires-jumeaux datant des combats autour de Lilybée et de Drépane se complètent et apportent des éléments uniques sur la sophistication des navires de combat phéniciens : ces navires semblent d’après les lettres de repérage peintes sur les pièces de coque avoir été construits selon un processus standardisé et évitant le long façonnage des planches de bordé, constat qui justifierait l’assertion sur la remarquable rapidité de construction de ces navires, formulée par les historiens antiques et considérée comme peu vraisemblable.
Mesurant 34 mètres de long pour 4,8 mètres de maître-bau (largeur), ces petits navires étaient propulsés par un seul banc de nage, organisé à deux rameurs par aviron sur 17 rangs de chaque côté. L’éperon d’un des deux navires a été découvert et reconstitué : à la différence des éperons en trident figurés sur des monnaies carthaginoises, il est en forme de bec retroussé de 3 mètres environ, en bois revêtu de métal. Émergeant à peine hors de l'eau, il était relié à l’étrave par une fixation ingénieuse, prévue pour se briser lors du choc de l’éperonnage et permettre au navire attaquant de se dégager facilement du flanc défoncé de son adversaire et de tenir à flot,.
Une autre trace archéologique de la première guerre punique est en Tunisie, sur le site de Kerkouane où se trouvent les ruines d’une cité antique dont le nom ancien est inconnu. Selon la datation par les céramiques qui s’y trouvent, elle a été définitivement détruite au milieu du IIIe siècle av. J.-C., probablement lors de l’expédition de Regulus qui saccagea de nombreuses cités du cap Bon.

## Puissances en présence

### Rome

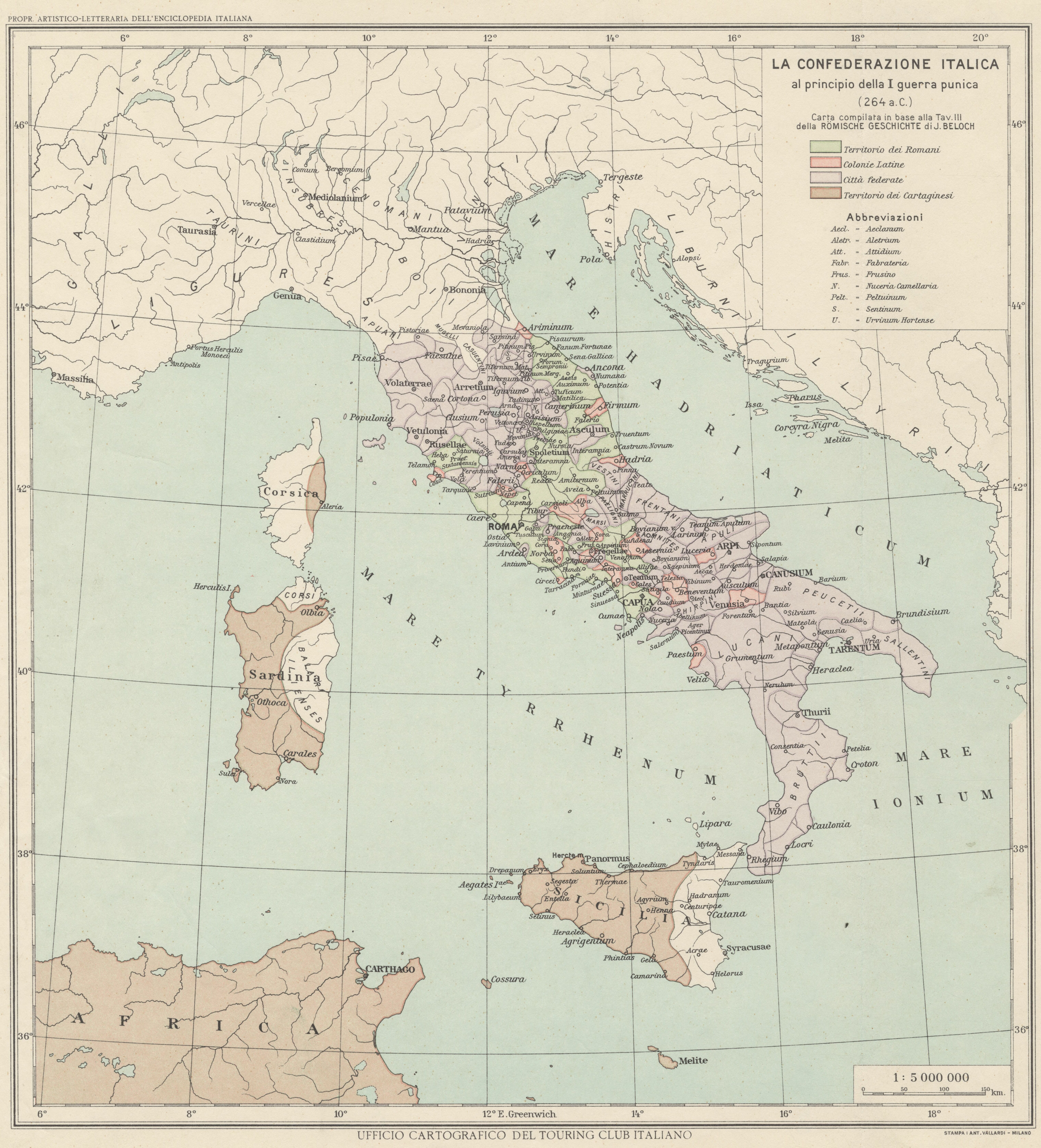
La mosaïque politique de la domination romaine sur l'Italie au début de la première guerre punique.

À la veille de la première guerre punique, la République romaine achève d’imposer sa domination sur la péninsule italienne, à l’exception de la plaine du Pô. Les dernières cités qui résistent tombent l'une après l'autre : dans le sud de l’Italie Tarente en 272, Rhegium en 270, Brindisium en 267, dans le centre de l’Italie, la dernière ville étrusque Volsinies en 264. En plus de son territoire (ager romanus) Rome exerce son contrôle par des alliances bilatérales sur une mosaïque de cités italiennes, allant de l’intégration totale (civitas cum suffragio) à la soumission en passant par un traité théoriquement égal (fœdus æquum) avec les cités grecques – Tarente exceptée. Des colonies militaires réparties sur la péninsule renforcent ce système. Toute velléité de rébellion est étouffée, et les cités italiennes collaborent avec Rome dans la même politique militaire, sans défaillance comme le montre leur fidélité lors de la récente guerre contre Pyrrhus.
La puissance militaire romaine est assise sur une importante population de citoyens soldats, 292 234 hommes en âge de porter les armes dénombrés en 264, propriétaires terriens mobilisés selon les besoins de la guerre : chaque année, les consuls mobilisent de deux à quatre légions, de 4 500 hommes chacune. Ces effectifs sont complétés par les contingents que Rome réquisitionne sur les cités qui lui sont alliées (les socii). Chaque consul commande deux légions, durant son mandat d’un an. Le commandement romain n’est donc pas permanent et son efficacité dépend d’une compétence variable et pas toujours avérée, la stratégie est souvent influencée par le désir de gloire militaire du consul – 10 triomphes sont célébrés entre 263 et 252 – et par l’attrait du butin. Les pillages de Tarente et de Volsinies montrent que la guerre peut être fort rentable.

### Carthage

Situation des diverses zones d'influence en Méditerranée occidentale en 306 av. J.-C., à la suite du 3e traité romano-punique. Le caractère maritime de l'empire de Carthage est très marqué.

La situation de Carthage est fort différente : son implantation héritière des comptoirs phéniciens lui permet de constituer un véritable empire maritime. Des rivages de l'Afrique du Nord en passant par une bonne partie de l'Hispanie, la cité punique dispose de nombreux territoires. Mais, par-dessus tout, toutes les îles de la Méditerranée occidentale sont carthaginoises : la Corse, la Sardaigne, les Baléares, Malte et les côtes nord, ouest et sud-ouest de la Sicile. Seules les côtes de Gaule et du Nord de l’Espagne sont hors de son contrôle, et appartiennent à la sphère d’influence phocéenne basée sur Massalia, qui quoique allié à Rome, reste en dehors du conflit.
L’opposition entre l’armée romaine nationale et les forces carthaginoises composées de mercenaires, combattants expérimentés mais versatiles, est un schéma à nuancer : les citoyens carthaginois ont été mobilisés à plusieurs reprises, ainsi que des contingents des cités ou des peuples alliés, tels les cavaliers numides. Les éléphants de guerre, si souvent évoqués pour la deuxième guerre punique, ont été employés à plusieurs reprises dans les combats, souvent à l'avantage des Carthaginois. Enfin, à la veille de la guerre, la flotte est puissante et efficace.
C'est la marine de guerre la plus moderne de l'époque, avec ses quinquérèmes pontées et ses trirèmes. En face, la flotte romaine ne met en ligne que deux escadres de 10 navires dévolus à la surveillance des côtes italiennes. Selon Dion Cassius, le général carthaginois Hannon peut prétendre que « sans notre permission, les Romains ne peuvent même pas se laver les mains dans la mer ».

### Sicile
Entre ces deux blocs, la Sicile occupe une position exceptionnelle, avec ses trois façades maritimes, véritable passerelle entre la Grande-Grèce et l’Afrique. L’île est très peuplée, riche en blé et en œuvres d’art accumulées dans ses cités. Après la mort d’Agathocle de Syracuse (317-289) qui avait unifié l’île et attaqué Carthage en Afrique même, l’anarchie règne, Carthage a repris ses positions sur la partie occidentale et les cités siciliennes s’affrontent. Plutarque met dans la bouche de Pyrrhus une réplique qui a valeur de constat « La Sicile nous tend les bras, une île prospère et peuplée, mais très facile à prendre car c’est la discorde partout là-bas aujourd’hui ».

## Origine du conflit

### Lutte d'influences
Les relations entre Rome et Carthage sont détendues tant que dure la domination grecque sur le bassin méditerranéen. En effet, des accords d'échanges sont conclus durant les premiers siècles de la République : le premier en 508, le deuxième en 348, et le troisième en 306, un dernier traité de défense mutuelle est conclu en 279. De plus, Carthage envoie en 279 une flotte à Ostie soutenir les Romains contre Pyrrhus. Mais, au milieu du IIIe siècle av. J.-C., les Grecs sont définitivement écartés de la Méditerranée occidentale car ils passent sous la domination des successeurs d'Alexandre le Grand (lui-même mort en 323), le roi de Macédoine. Leurs intérêts convergents ayant donc disparu, les deux cités rivales se retrouvent seules face à face.
Les raisons réelles de l'engagement romain sont discutées par les historiens modernes. Ils soulignent la montée de l’influence à Rome des nouvelles gentes, les Atilii, originaires de Campanie et les Otacilii, venant du Samnium qui incitent la politique romaine à s’investir dans le Sud de l’Italie et dans les affaires méditerranéennes. Avec 7 consulats exercés de 267 à 245 par les Atilii, l’engagement en Sicile va être leur guerre. L'importance croissante de l'activité économique en Campanie, exportatrice de vins et productrice de céramiques, a pu peser sur la politique romaine. Mais la concurrence commerciale est une chose, la guerre en est une autre. L'attrait plus immédiat du butin collectif et individuel peut avoir également joué, comme le note Claude Nicolet en constatant les deux votes populaires à Rome, l'un engageant les prémices du conflit, puis l'autre lors de la négociation finale, pour augmenter l'indemnité de guerre imposée à Carthage.

### Contrôle du détroit de Messine

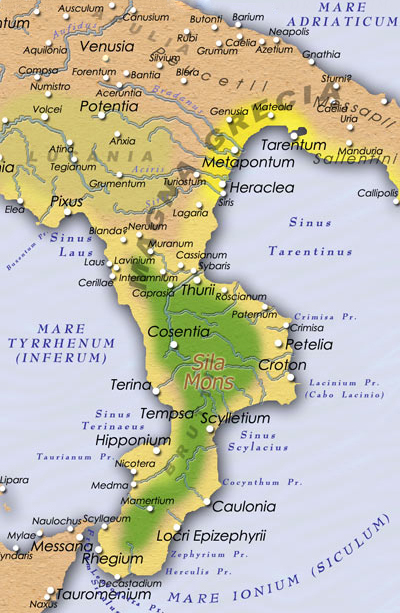
Le détroit de Messine, encadré par Massana et Rhegium

Au début du IIIe siècle, deux colonies grecques indépendantes se font face sur le détroit de Messine : Messana (actuelle Messine) en Sicile et Rhegium à la pointe de la botte italienne. Leurs voisins les plus puissants sont Tarente et Syracuse.
En 289, avec la mort de leur employeur Agathocle de Syracuse, tyran puis roi de Syracuse, une partie de ses mercenaires se retrouvent au chômage. Ces mercenaires, les « Mamertins », originaires de Mammertum dans le Bruttium (actuelle Calabre), s'emparent alors de Messine, massacrent une partie des habitants et prennent le gouvernement de la cité.
Peu après, les Romains attaquent les villes grecques de la côte sud de l’Italie, Rhegium et Thurii, mais se heurtent à Tarente qui sollicite en 280 l'aide militaire de Pyrrhus. L'intervention de ce dernier en Italie puis en Sicile le met aux prises avec les Romains puis les Carthaginois. Ces derniers s'accordent par traité en 279 contre leur adversaire commun. Ce traité exclut toute paix séparée avec Pyrrhus et prévoit une assistance de la flotte carthaginoise. Toutefois, aucune de ces clauses n'est respectée.
Après le départ de Pyrrhus, les puissances reprennent leurs positions : les Carthaginois récupèrent l'Ouest de la Sicile et les Romains s'emparent de Tarente en 272 puis de Rhegium en 270. Cette prise de Rhegium prive les Mamertins de Messine de leur allié. En 269, Hiéron II, le nouveau tyran syracusain, parvient à les vaincre et à prendre une partie de leur territoire. Les Mamertins font appel à Carthage et à Rome. Les Carthaginois qui se trouvent à Lipari, île toute proche, interviennent immédiatement et installent une garnison à Messine, obligeant Hiéron à renoncer à soumettre cette ville. Mais les Mamertins veulent se débarrasser de la tutelle carthaginoise et envoient une ambassade à Rome pour solliciter l'intervention romaine.

## Déroulement

### Déclenchement des hostilités
Les traités passés entre Rome et Carthage délimitent des zones d’influence respectives, dans lesquelles l’autre s’abstient d’intervenir. Les historiens antiques, favorables aux Romains, présentent l’enchaînement des faits de sorte à gommer la violation par Rome du traité de 306. Polybe soutient de surcroît contre l’avis de Philinos d'Agrigente que cet accord n’a jamais existé, mais il est contredit par les historiens postérieurs qui affirment que les Carthaginois ont les premiers rompu les accords en 272 en envoyant une flotte près de Tarente. Pour les historiens modernes, la responsabilité romaine dans le déclenchement de la guerre ne fait pas de doute,,.
Néanmoins, le Sénat romain hésite à intervenir, car les Mamertins sont d'origine italienne, ce qui pourrait inciter à la solidarité, mais ce sont des soldats rebelles installés par la force, semblables aux mutins de Rhegium que Rome a impitoyablement matés. Mais les Mamertins sont venus à Rome en suppliant, et proposent une deditio in fidem, remise solennelle de la totalité de leurs personnes, de leurs biens et de leurs dieux, à la discrétion (« bonne foi ») du peuple romain, offre qui crée pour les Romains une obligation morale quasi religieuse d’alliance et de protection. La décision d’intervenir est soumise par le consul Appius Claudius Caudex au vote du peuple romain, réuni en comices centuriates et qui donne son aval,. Il faut se souvenir que l'organisation des suffrages et celle du recrutement de l'armée sont telles que les centuries qui déterminent le résultat du scrutin sont également celles qui fournissent les effectifs des légions. Ceux qui votent le soutien aux Mamertins vont en partie participer à l'expédition.
Ce délai de décision est mis à profit par le général carthaginois Hannon le Grand qui débarque avec une armée en Sicile, y renforce les positions carthaginoises et s'entend avec Hiéron de Syracuse contre Messine qui a réussi à se débarrasser de sa garnison carthaginoise. Rome finit par envoyer en 264 le consul Appius Claudius à Rhegium d'où il parvient à débarquer à Messine, grâce aux navires fournis par les ports alliés de Naples, de Locres et de Tarente.
L'escalade militaire atteint son point fatal : Hannon et Hiéron assiègent Messine, et Appius Claudius leur enjoint de lever le siège. Hiéron refuse, répliquant qu'il exerce des justes représailles contre les agressions des Mamertins. La guerre est alors déclarée.

### Succès romains sur terre et sur mer (264-256)

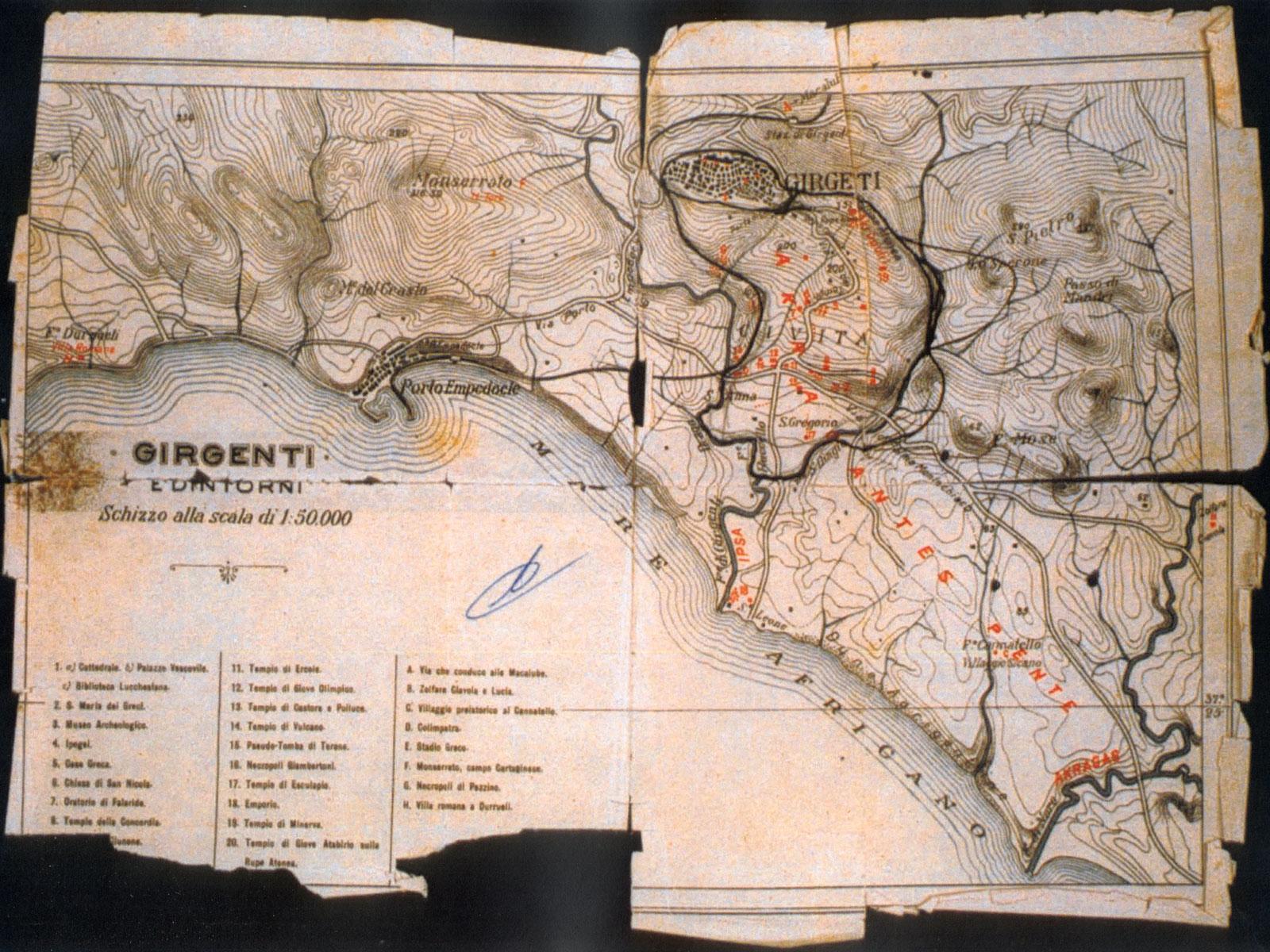
Carte du site historique d'Agrigente, Julius Schubring, 1887.

Après quelques succès à terre contre les Carthaginois et les Syracusains, et la reddition de plusieurs cités dont Tauroménion (actuelle Taormine) et Catane, les Romains assiègent Syracuse et imposent à Hiéron II une trêve d'une durée de quinze ans. Ils lui restituent ses prisonniers contre rançon et lui imposent le paiement d’une indemnité de guerre de 100 talents. Syracuse conserve son territoire et laisse les Carthaginois seuls face aux Romains. Par la suite, les Syracusains apportent à plusieurs reprises une aide précieuse aux armées romaines en les ravitaillant. Le traité d’alliance est donc renouvelé en 248, sans limite de durée.
Carthage réagit en levant des mercenaires espagnols, ligures et celtes et les regroupe à Agrigente mais les consuls de 262 établissent le blocus d'Agrigente. Après un siège difficile de sept mois et une bataille contre une armée carthaginoise de secours, la ville abandonnée par les troupes de Carthage est prise, saccagée et sa population réduite à l'esclavage. Peu après, Ségeste se révolte contre les Carthaginois, offrant aux Romains une position avancée à l’Ouest de la Sicile. Après leur défaite à Agrigente, les Carthaginois adaptent leur stratégie et vont éviter toute bataille rangée, s'enfermer dans leurs places fortes et harceler les Romains avec leur marine et des troupes légères.

Mylae (Milazzo) sur la côte nord de Sicile.

Les Romains envisagent d'expulser les Carthaginois de l'île, mais Carthage possède la maîtrise des mers et un tel projet nécessiterait la construction d'une marine de combat. En 261, Rome construit cent quinquérèmes, et lève des équipages de marins et de rameurs auprès de ses alliés maritimes (les socii navales). Pour utiliser au mieux leur infanterie, les Romains équipent leurs navires de pont-levis munis de grappins, (les corbeaux décrits en détail par Polybe) leur servant à aborder leur adversaire et recréer en mer la situation d'un combat sur terre. En 260, le consul Scipion se fait capturer avec 17 navires en tentant de s'emparer de Lipari, tandis que son collègue Duilius remporte une première victoire sur mer à la bataille de Mylae. Cette victoire plus psychologique que déterminante sur le plan militaire est le début d'une série de succès sur mer pour Rome, qui attaque la Sardaigne et la Corse en 259, Lipari en 258 et prend le contrôle de la mer Tyrrhénienne.
Dans le même temps, les Carthaginois commandés par Hamilcar Barca reprennent l'avantage à l’intérieur de la Sicile en infligeant aux armées romaines et leurs alliés plusieurs défaites notamment à Thermae, Enna, et à Camarina. Cependant, les succès sur mer des Romains isolent les troupes carthaginoises en Sicile et, dès 258, les Romains reprennent l'avantage et s'emparent du centre de l'île. En 257, une demi-victoire de la flotte romaine à Tyndaris assure aux Romains la reprise du contrôle de la Sicile.

Actions romaines : 264, débarquement à Messine ; 263, soumission de Syracuse ; 262, siège et prise d'Agrigente
260 : Rome dégage Ségeste, prend Makella mais est battue à Thermae ; 260 : bataille navale de Mylae ; 259 : attaques carthaginoises sur Enna et Camarina
258 : échec romain sur Panormos, prise de Myttistraton et Enna ; 257 : bataille navale de Tyndaris ; 256 : bataille navale d'Ecnome ; 256-255 expédition romaine en Afrique ; 255 : flotte romaine détruite par une tempête

### Attaque directe de Carthage (256-254)

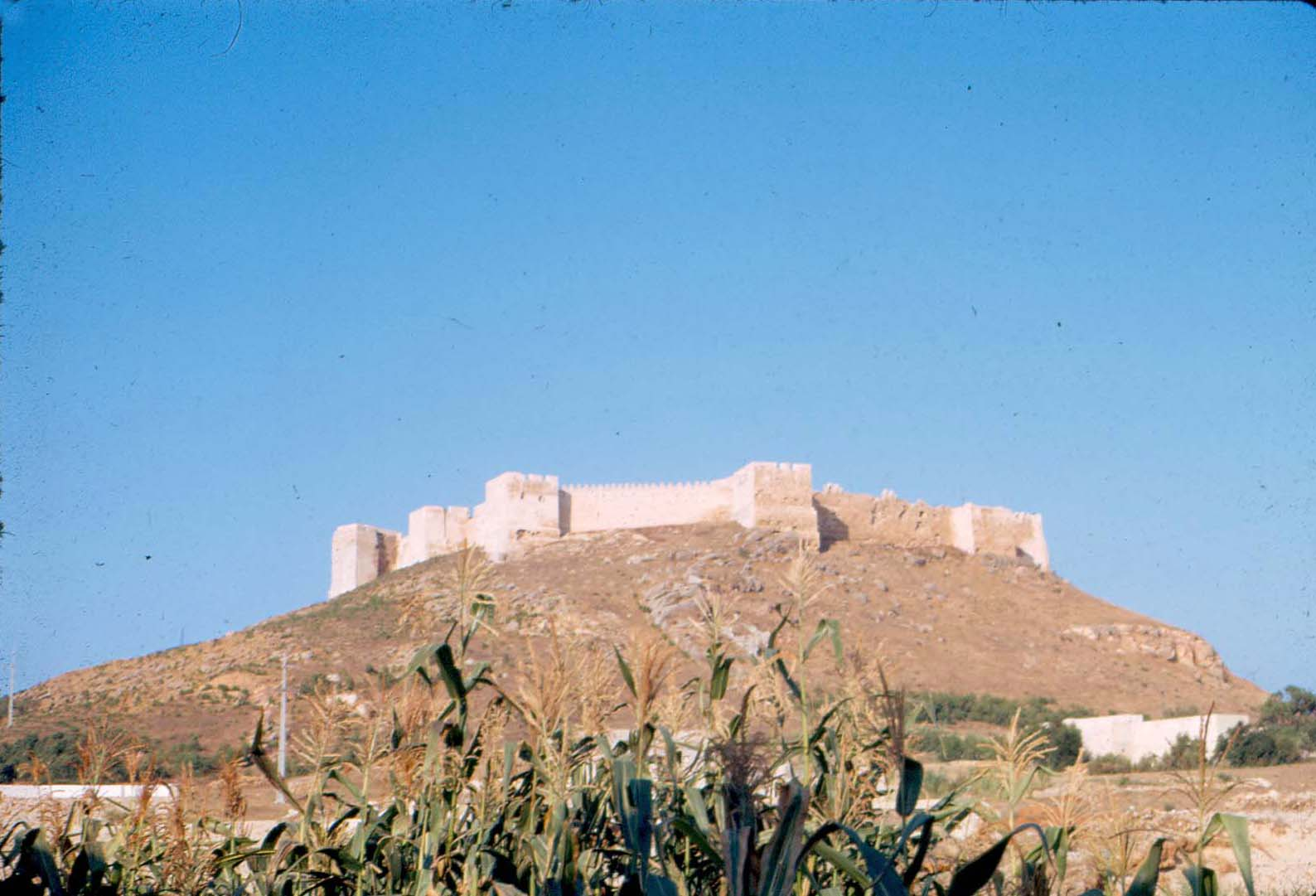
Vue générale du fort de Kélibia, antique Clypea. Le fort actuel, d’époque ottomane, est construit sur des bases puniques.

Encouragés par ces victoires, les Romains décident de porter la guerre en Afrique du Nord en 256. Conduite par les consuls L. Manlius Vulso et M. Atilius Regulus, une flotte considérable embarque quatre légions. Au sud de la Sicile près du cap Ecnome, elle se heurte à une escadre carthaginoise qu’elle force à faire retraite. Selon Polybe, cette bataille qui met aux prises plus de trois cents navires et environ 150 000 marins et soldats de part et d’autre, est l'une des plus importantes de l’Antiquité par les effectifs engagés, mais selon l’historien François Decret, ces chiffres sont probablement exagérés.
Les troupes débarquent au cap Bon, remportent plusieurs succès et s’emparent de Clypea dont elles font leur base navale, tandis que des tribus numides se révoltent contre Carthage. À cette époque, les Romains ont l’habitude, après chaque campagne militaire, de ramener chez eux et de démobiliser leurs légionnaires. À la fin de l’année, Vulso ramène donc la flotte en Italie avec une partie des troupes, de nombreux captifs et du butin, tandis que Regulus passe l’hiver en Afrique avec 15 000 soldats et 500 cavaliers. L’année suivante en 255, Regulus reprend la guerre et s’empare de Tunis, position qui menace directement Carthage. Des négociations avec Carthage n’aboutissent pas ; les Carthaginois refusent les exigences excessives de Regulus, qui veut leur imposer l’abandon de la Sicile et de la Sardaigne, le paiement des frais de la guerre, un tribut annuel, la reddition des prisonniers sans rançon, l’interdiction de faire la paix et la guerre sans l’autorisation du Sénat romain, l’obligation de secourir Rome en cas de besoin, la limitation de la marine de guerre.

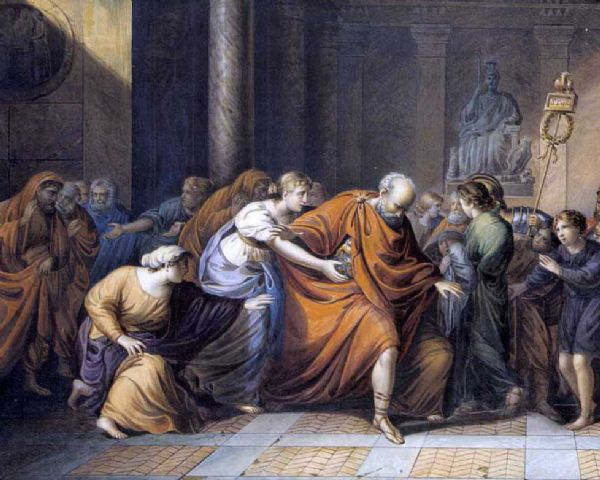
« Regulus part pour Carthage, retenu par ses parents », tempera sur papier de Michel Ghislain Stapleaux, 1832.

Carthage engage le général spartiate Xanthippe et des mercenaires grecs, et mobilise ses citoyens. Utilisant au mieux ses éléphants de guerre et sa cavalerie, Xanthippe écrase et capture Regulus à la bataille de Tunis. La flotte romaine qui ramène 2 000 rescapés de la défaite inflige en chemin de lourdes pertes à la flotte carthaginoise, puis tente de harceler les côtes sud de Sicile, avant d’être peu après détruite par une tempête près de Camarina. Le général carthaginois Carthalon profite alors de l’affaiblissement romain pour mettre à sac Agrigente et abattre ses murailles,,.
Ici se place un épisode célèbre, mais légendaire selon des auteurs modernes comme Claudia Moatti et Serge Lancel, car absent chez Polybe et seulement cité par des auteurs latins postérieurs, pour illustrer la vertu romaine face à la cruauté punique. Lassé de cette guerre, le gouvernement carthaginois envoie Regulus faire des offres de paix au Sénat romain, ou au moins procéder à un échange de prisonniers. À la surprise des sénateurs, Regulus plaide pour la poursuite du conflit et retourne à Carthage conformément à son serment d’y revenir en cas d’échec de sa mission diplomatique. Il y est torturé à mort, devenant le symbole pour les Romains de la vertu sacrifiant sa vie à l’intérêt de sa patrie et de la fidélité absolue à la parole donnée,,.

### Guerre de positions à l'Ouest de la Sicile (254-243)

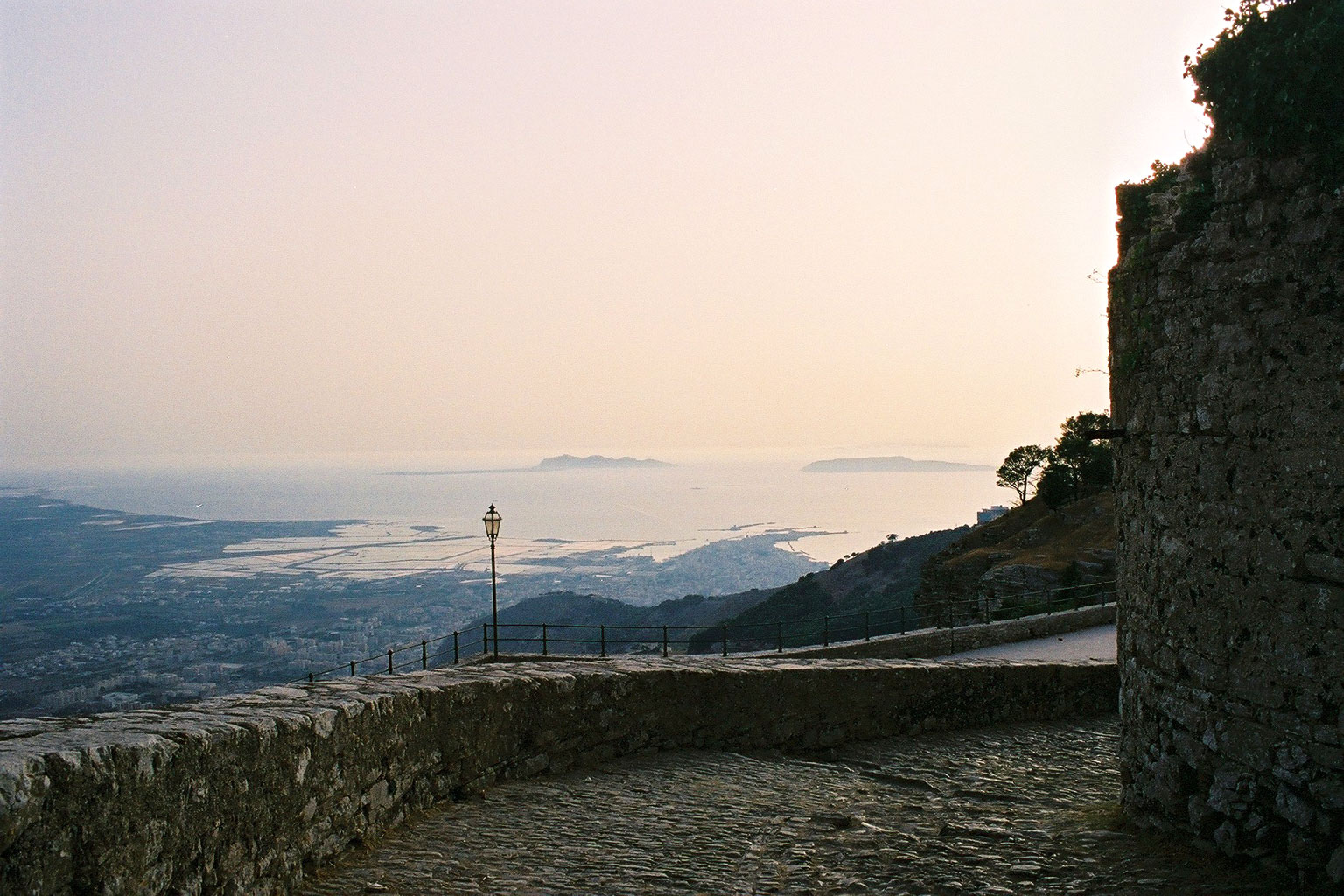
Depuis la colline d'Eryx, vue sur Trapani moderne, où l'ancienne Drépane s'avance dans la mer, et les îles Égates

Après l’expédition de Regulus, les deux belligérants sont affaiblis : les flottes respectives ont subi de fortes pertes, les Romains ne disposent plus que de 80 navires et les Carthaginois 70. Tandis que Carthage doit soumettre à nouveau les Numides, les Romains mettent en chantier de nouveaux navires, mais renoncent à tout nouveau débarquement en Afrique après un raid infructueux en 253 dans la petite Syrte et la perte d’une partie de la flotte lors d’une tempête sur le trajet de retour entre Palerme et Rome. Les opérations militaires vont désormais traîner en longueur sur la partie occidentale de la Sicile, où les Carthaginois s’accrochent à leurs bases côtières de Drépane (Trapani) et de Lilybée (aujourd’hui Marsala) où ils transportent leurs éléphants de guerre,.
En 254, après une attaque infructueuse contre Drépane, les Romains donnent l’assaut à Panormos (Palerme), important point d’appui carthaginois sur la côte nord de Sicile. Les habitants capitulent et près de la moitié d’entre eux rachètent leur liberté à raison de 2 mines d’argent par tête, soit 200 drachmes. La chute de Palerme provoque le ralliement de plusieurs villes, dont Tyndaris et Solonte. Ce contrôle de la côte nord de la Sicile est complété par la prise de Thermaï et de Lipari en 252. En revanche, les Romains évitent le secteur de Lilybée, pour ne pas se confronter aux éléphants de guerre. Une contre-offensive carthaginoise sur Palerme appuyée par ces éléphants est lancée en 251, mais les Romains parviennent à neutraliser les animaux sous une grêle de traits,.
Démunie de ses éléphants, Lilybée, place-clé des forces carthaginoises, devient un objectif possible pour les Romains. En 250, les Romains entament par une opération maritime et terrestre le siège de Lilybée. Au IIIe siècle av. J.-C., la poliorcétique, art de défendre et d’attaquer les villes, a atteint son plein développement, récapitulé par les traités de Philon de Byzance. Les Romains déploient des tours de siège et des béliers, tout en se protégeant par des baraquements d’approche. Ils sapent l’une après l’autre les tours qui défendent la muraille. La garnison de Lilybée effectue des sorties contre les lignes romaines et finit par incendier toutes leurs machines de guerre. Du côté de la mer, le blocus maritime a été plusieurs fois déjoué par les marins carthaginois, qui restent ainsi en liaison avec Drépane. Après plusieurs mois de siège et de lourdes pertes, les Romains sont contraints de se limiter à enfermer Lilybée dans une contrevallation hors de portée de la garnison.
L’année suivante en 249 une flotte commandée par le consul P. Claudius Pulcher attaque le port de Drépane. Plus rapides et meilleurs à la manœuvre que les Romains, les navires carthaginois quittent le port, acculent les navires romains contre le rivage et leur infligent une sévère défaite. Les annalistes romains trouveront une explication à ce désastre, en accusant Claudius d’avoir irrité les dieux par son impiété à l’encontre des augures : il avait jeté à l’eau les poulets sacrés qui ne donnaient pas un présage favorable avant la bataille. La flotte carthaginoise poursuit son avantage en attaquant le blocus naval de Lilybée puis contourne la Sicile pour intercepter les convois de ravitaillement et de renfort romain. Pour éviter les Carthaginois, ces convois s’abritent dans des mouillages peu sûrs et sont anéantis dans une tempête. Après ces désastres, Rome renonce à armer une flotte de guerre pendant plusieurs années, et poursuit le siège de Lilybée depuis la terre. Le conflit s’enlise pendant encore huit ans.

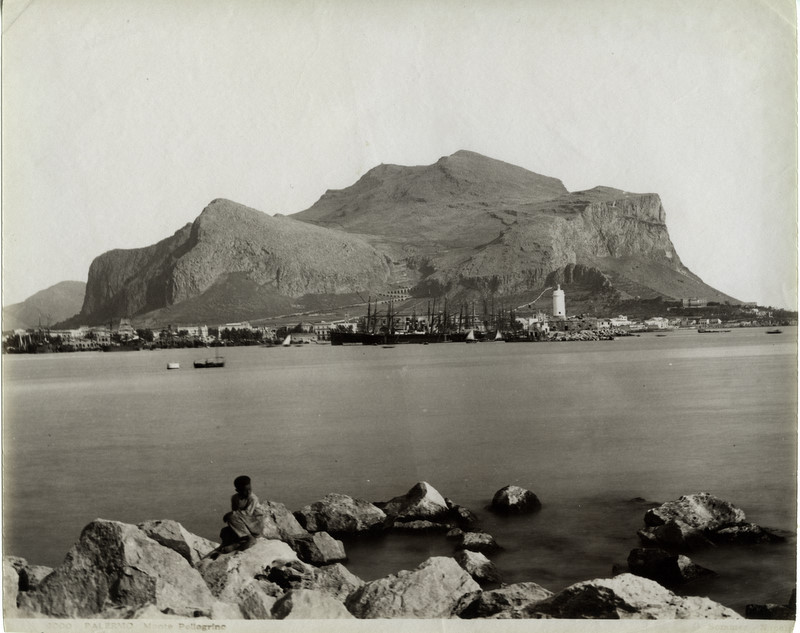
Monte Pellegrino, ou mont Heircté antique, dominant la baie de Palerme

Ces revers romains permettent aux Carthaginois sous le commandement d'Hamilcar Barca de débarquer près de Palerme sur le mont Heircté et de s’y retrancher puissamment. Depuis cette base, il maintient ses liaisons maritimes avec Drépane et fait harceler la côte italienne jusqu’à Cumes entre 248 à 244. À terre, Romains et Carthaginois se disputent le mont Éryx à proximité de Drépane, pris par les Romains en 249, et en partie récupéré par Hamilcar en 244. Dans les dernières années, de 246 à 243, les adversaires sont épuisés, ils ne se livrent plus qu’à des escarmouches autour des monts Heircté et Eryx.

Action romaine : 255 : destruction de la flotte romaine lors d'une tempête
Actions romaines : 254 : prise de Kefaloidon et Panorme ; 253 : échec devant Lylibée, raid sur l'Afrique ; 252 : prise de Thermae et Lipari ; 251 : bataille de Panorme, soumission de Iota, Petra, Solous
Actions romaines : 250 : prise de Heraclea Minoa et Selinonte, début du siège de Lilybée ; 249 : défaite navale de Drépane, prise d'Eryx
248-241 : sièges de Lilybée, Drépane, Éryx. 248-244 : occupation carthaginoise du mont Heircté, raids sur l'Italie. 241 : bataille des îles Égates

### Achèvement (243-241)

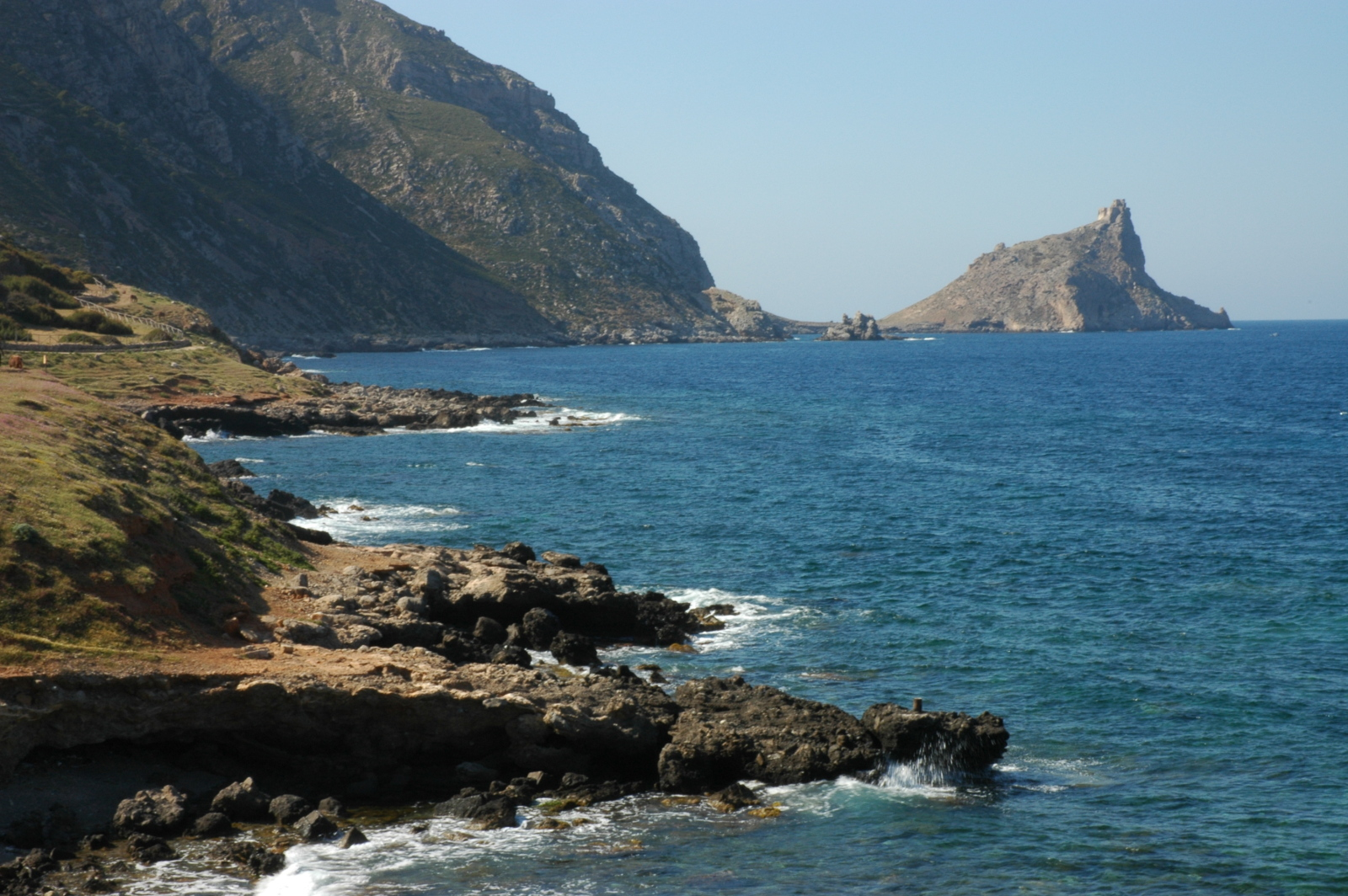
Bord de mer aux îles Égates.

En 243, les Romains reconstituent une flotte de 200 quinquérèmes, financées par un emprunt forcé sur les plus riches citoyens, tant les finances de l’État sont épuisées. Ils sont prêts à reprendre le combat sur mer. Après plusieurs engagements en 242 à Drépane et Lilybée, le consul C. Lutatius remporte en 241 une victoire décisive : embusqué au large des îles Égates, il intercepte facilement un convoi de ravitaillement et de renfort carthaginois, qui perd 120 navires. Mis dans l’impossibilité de ravitailler leurs positions en Sicile, les Carthaginois acceptent de négocier et confient la responsabilité des pourparlers à Hamilcar Barca.
Pour certains historiens, la lassitude de ce conflit interminable ne suffit pas à justifier la capitulation carthaginoise sur une défaite non irrémédiable alors que Drépane et Lilybée tiennent toujours bon. Pour François Decret, d’autres arguments sont à prendre en considération. La Sicile, dépourvue d’exclusivité commerciale, n’était pas une pièce fondamentale du domaine méditerranéen de Carthage, à l’inverse de la Corse et de la Sardaigne, véritables chasses gardées. De plus une fraction de la classe dirigeante carthaginoise s’opposait aux entreprises des Barca et tournait son intérêt vers l’arrière-pays numide, dont Hannon le Grand venait de faire la conquête.
Un premier accord sur une indemnité de guerre de 2 200 talents payables en 20 ans est conclu avec le traité de Paix de Lutatius, mais il n’est pas ratifié par le peuple romain, et ses conditions sont aggravées : le traité définitif impose que les Carthaginois évacuent la Sicile et les îles entre la Sicile et l’Italie (il s’agit des îles Éoliennes et des îles Égates), rendent tous les prisonniers de guerre sans rançon et s'engagent à payer en dix ans une indemnité de guerre de 3 200 talents d'or, répartis en 1 000 talents à payer immédiatement et dix annuités de 220 talents. En outre, il leur est interdit de recruter des mercenaires en Italie ou auprès des alliés de Rome. Mais Carthage n’est ni obligée de livrer ou détruire les navires qui lui restent, ni se voit imposer des limitations commerciales ou des avantages pour les commerçants romains. Les troupes d’Hamilcar Barca, mercenaires pour la plupart, et les garnisons de Drépane et Lilybée n’ont pas été vaincues et ne sont pas traitées comme des prisonniers de guerre : l’accord prévoit qu’elles gardent leur liberté et leurs armes, contre une rançon individuelle minime, mais les mercenaires ne doivent pas être licenciés en Sicile, et tous doivent évacuer l'île.

## Conséquences du conflit

### Analyse de la victoire romaine
Les Romains sortent finalement victorieux de la confrontation. Depuis Polybe, c’est un lieu commun d'attribuer ce succès aux qualités morales du peuple romain, et à la fidélité de ses alliés (seuls les Falisques se sont brièvement révoltés à la fin de la guerre). Mais en dépit des effectifs terrestres importants (on passe de 2 à 4 légions annuelles) et des efforts considérables et répétés pour constituer une flotte de guerre, la supériorité romaine n’est pas si manifeste, comme en témoigne la durée exceptionnelle du conflit : aucun des nombreux consuls engagés ne se montre un commandant exceptionnel, la supériorité navale acquise grâce à une tactique inattendue est mise en défaut par la maladresse maritime des consuls improvisés amiraux, constatée par les pertes infligées par les tempêtes en 255, 253 et 249,,. La réussite romaine tient surtout à son endurance, au succès d’un ultime effort en 241, face à un adversaire qui demeure constamment sur la défensive, malgré la qualité combative de ses mercenaires et la compétence de ses amiraux et d'Hamilcar Barca.
Ainsi prend fin une guerre longue et meurtrière : les pertes humaines sont inconnues mais considérables. Du côté romain, les recensements rapportés par Tite-Live montrent une chute démographique importante : de 292 234 citoyens adultes en 264 et 297 797 en 251 avant les défaites de 249, on chute à 241 212 en 246, et 260 000 en 240 après la guerre. Si les classes de citoyens les plus riches ont été relativement ménagées, les prolétaires servant généralement dans la marine ont été plus éprouvés. Les pertes des alliés italiens durent être plus grandes encore, car ils ont fourni l'essentiel des équipages, et subi de lourdes pertes en mer : selon Polybe, les flottes romaines ont perdu quelque 700 quinquérèmes contre près de 500 pour les Carthaginois, sans compter les navires de transport.

### Expansion romaine

En rose, pertes puniques et annexions romaines

La Sicile est complètement dévastée, notamment sur la pointe occidentale et la façade méridionale. Rome l’annexe, avec aussi les îles Éoliennes et à l'exception de Syracuse qui reste indépendante et alliée de Rome. Tandis que Carthage est en conflit avec les mercenaires rapatriés entrés en rébellion, le parti dirigeant à Rome veille au respect des accords, et interdit aux commerçants romains la vente de ravitaillement aux rebelles, et les incite à répondre aux besoins d’approvisionnement de Carthage, comme le fait Hiéron de Syracuse. Mieux encore, Rome repousse les demandes d’aide des mercenaires révoltés de Sardaigne, et rejette l'offre d’Utique, qui a rejoint la rébellion, de passer sous l’autorité romaine.
L’attitude romaine change en 237, alors que Carthage vient de rétablir l’ordre sur son territoire. À un nouvel appel des rebelles de Sardaigne, Rome oblige Carthage sous la menace d’une nouvelle guerre à lui céder cette île, et ajoute une indemnité de 1 200 talents au tribut imposé. La Corse passe peu après sous domination romaine. Les historiens romains prétendent par la suite justifier ces coups de force sous différents prétextes, notant que Carthage ne possédait plus ce territoire en révolte, ou en soutenant que ces annexions étaient conformes au traité, qui stipulait la cession à Rome des îles entre la Sicile et l’Italie, donc la Sardaigne et la Corse,.

### Première province romaine
La Sicile devient la première province romaine, mais en partie seulement comme le souligne Yann Le Bohec. Messine obtient les mêmes droits que les Italiens ; en tant qu’alliée de Rome, elle est astreinte à fournir des vaisseaux de guerre. Taormine se voit accorder le même statut de fédéré. Syracuse comme alliée plus autonome conserve la pointe sud-est de l’île.
Pour le reste de l’île, il faut inventer un nouveau mode de gouvernement, différent des régimes qui prévalent en Italie, avec un nouveau préteur créé en 227 av. J.-C. pour cette provincia, et l’exploitation de populations qui ne participent plus à la défense romaine comme alliées et sont cantonnées au versement de redevances au Trésor romain. Les cités qui comme Ségeste, Centuripe et Palerme ont soutenu Rome sont des villes libres exemptées de tout prélèvement, le reste du territoire paie tribut sous forme de dîme sur la production agricole (decima), de droits de douane (portoria) et de pâturage (scriptura). Le recouvrement de ces impositions est affermé par le préteur à des particuliers, ville par ville, ce qui dispense Rome de mettre en place une administration fiscale. Les terres confisquées par Rome sont louées. La Sicile devient ainsi la première des terres à blé outre-mer qui desserviront Rome.

### Impacts économiques et sociaux

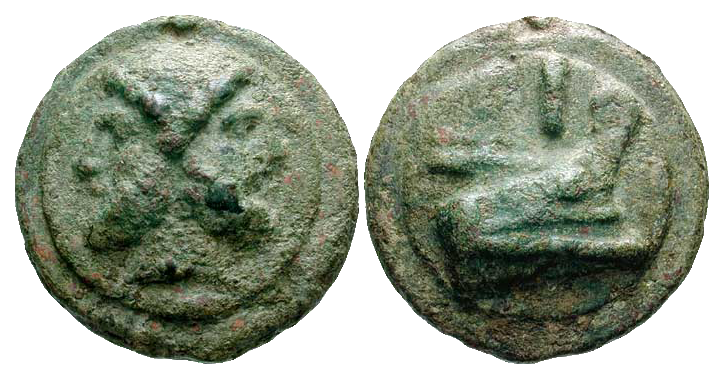
As grave (environ 240-225 av. J.-C.)
Janus aux deux visages / Proue de galère.

L’économie romaine est ébranlée durant le conflit : vers 250, la monnaie de bronze coulé, l’aes grave passes nombreux sous-multiples suivent en proportion. En 242, l’État romain, malgré le tributum, contribution imposée aux citoyens pour le fonctionnement de l’armée, ne parvient plus à financer la construction de la dernière flotte et doit recourir à l’emprunt volontaire auprès de particuliers. Malgré les conditions de conflit, il se trouve encore des personnes fortunées qui se groupent par deux ou trois et investissent dans l’effort de guerre. On ignore quelles furent les conditions de remboursement, mais ce processus anticipe l’apparition des sociétés d’affaires, explicitement citées en 215, qui avancent à l’État l’argent de ses dépenses et dont la présence ira en se développant dans le monde romain. Une autre évolution sociale se dessine avec l’apparition massive de prisonniers de guerre faits par les armées romaines et qui se déversent par gros contingents sur les marchés d’esclaves dans une société où ils étaient encore peu nombreux : 25 000 esclaves après la prise d’Agrigente, 20 000 après l’expédition d’Afrique, etc..
Grâce à la guerre, Rome est devenue une puissance maritime, et elle le manifeste vers 235 en faisant figurer au revers des as une proue de galère.

### Difficultés carthaginoises
Carthage connaît de son côté de sévères difficultés financières : selon Appien, elle sollicite un emprunt de 2 000 talents auprès du pharaon Ptolémée II, qu'il refuse d'accorder en raison de ses bonnes relations avec Rome. Elle n’a pas les moyens de payer les arriérés de solde des mercenaires évacués de Sicile et rapatriés près de Carthage, et doit faire face à leur révolte.
La puissance punique subit un nouveau conflit au caractère de guerre civile, marqué par la large implication des populations libyennes. Ce conflit atteint des degrés de cruauté élevés, marquant en particulier Polybe, notre seule source sur le sujet. La situation de Carthage est critique mais elle parvient à écraser la révolte.
Rome lui impose une paix désavantageuse et humiliante : elle met la main sur la Sardaigne et la Corse, impose de surcroît une indemnité de guerre supplémentaire. Ces éléments ne peuvent qu'entretenir une volonté de revanche chez les Carthaginois, qui cèdent après avoir eu la velléité de reprendre la guerre mais sans pouvoir mener ce projet à bout : la fin de la guerre n'est donc qu'une trêve de 23 ans, pendant laquelle Carthage reconstitue ses forces grâce aux richesses de l’Espagne avant d’entamer un nouveau conflit, la deuxième guerre punique.